# Jethrahiya
Jethrahiya (en népalais : जेठरहिया) est un comité de développement villageois du Népal situé dans le district de Rautahat. Au recensement de 2011, il comptait 4 225 habitants.